# Schalker Markt
Schalker Markt ist eine Straße und ein Platz im Gelsenkirchener Stadtteil Schalke.

## Geschichte

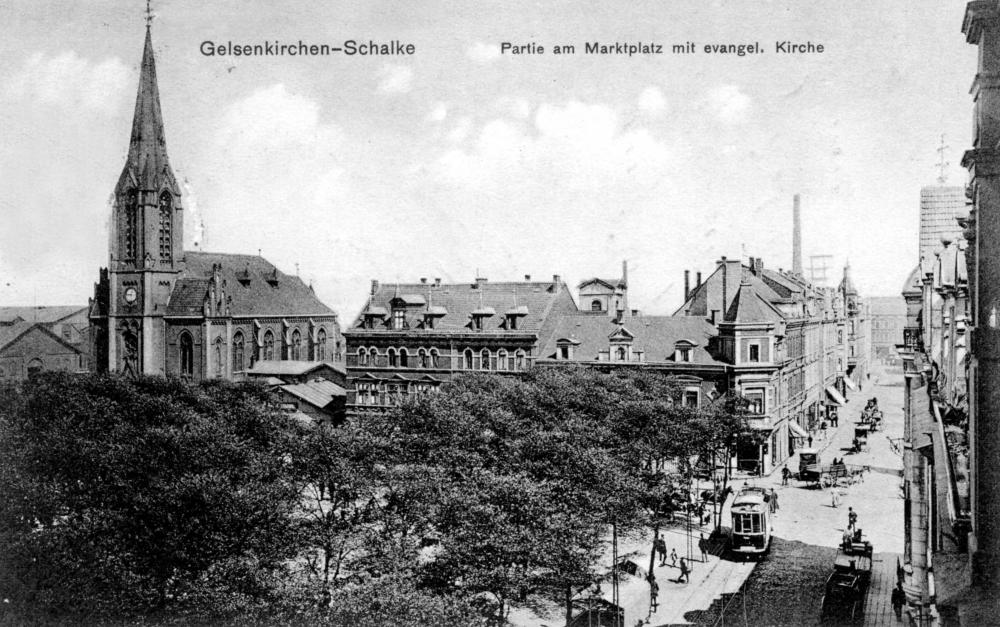
Schalker Markt um 1900

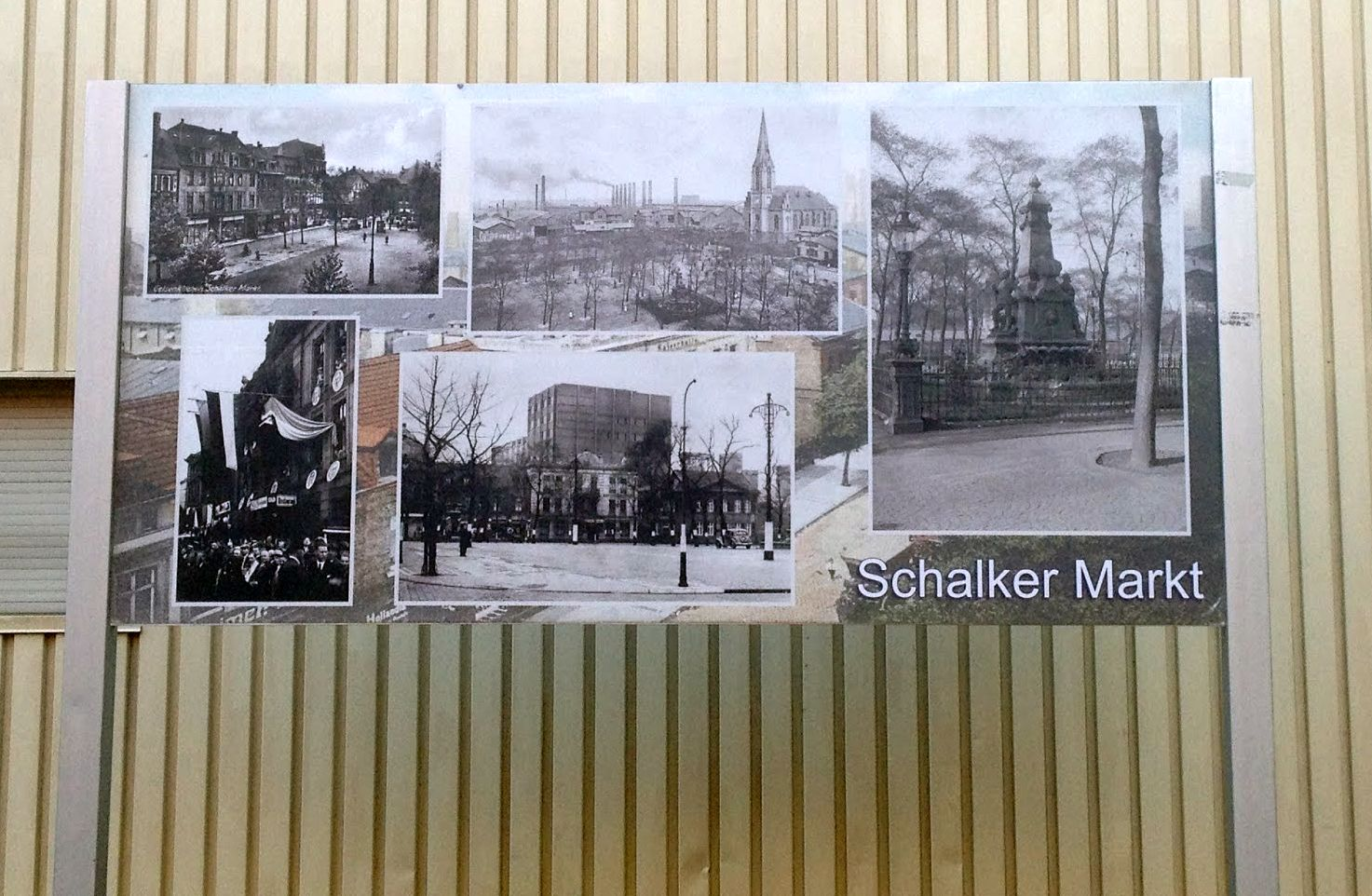
Erinnerungstafel mit Fotografien vom Schalker Markt in der Gründerzeit

Der Schalker Markt hatte ursprünglich die Funktion eines zentralen Platzes in Schalke. Er war mit den ihn umgebenden Straßen eines der gewerblichen und gesellschaftlichen Zentren des industriell geprägten Stadtteils: ein Gründerzeitviertel, dessen tangierende Verkehrsachse Kaiserstraße und König-Wilhelm-Straße hieß. Diese Funktion übte er insbesondere vor dem Zweiten Weltkrieg aus. Es fand auf ihm ein Wochenmarkt statt und er war auch Mittelpunkt des Vereinslebens von Schalke 04. Die 1882 erbaute Evangelische Friedenskirche wurde im Zweiten Weltkrieg zerstört, die Ruine 1959 abgerissen, ersetzt durch die neue Friedenskirche an der Königsberger Straße.
In den 1960er Jahren geriet der Platz ins städtebauliche Abseits: zum einen wurden Kaiserstraße und König-Wilhelm-Straße in Kurt-Schumacher-Straße  umbenannt (L608) und zur wichtigsten Nord-Süd-Verbindung Gelsenkirchens vierspurig ausgebaut. Zum anderen wurde sie wie auch die Straßenbahnlinie 2/302 der Bogestra über die neugebaute Stahlhochstraße „Berliner Brücke“ geführt, mit der der Platz teilweise überbaut wurde.

## Heutige Situation
Der Schalker Markt ist heute teilweise mit Gewerbe überbaut. Er befindet sich in einer ungünstigen, nicht integrierten Randlage unter der viel befahrenen Berliner Brücke und wird als Parkplatz genutzt.
Die Funktion eines zentralen Platzes in Schalke hat inzwischen der Grilloplatz übernommen, wohin auch die neubearbeitete Büste des Gründers der Schalker Industrie Friedrich Grillo umgezogen ist. Der Schalker Markt ist noch Namensgeber für einen Gewerbepark auf dem angrenzenden Gelände der ehemaligen Zeche Consolidation 1/6.

## Erinnerungsort Schalke 04
Der Schalker Markt ist eng mit dem Gründungsmythos und dem Aufstieg des Fußballvereins FC Schalke 04 verbunden. In der Erzählung vom „Knappenverein Schalke 04“ hat er neben Glückauf-Kampfbahn und Malocher-Identität einen Platz im kollektiven Gedächtnis. Die Schalke-Spieler Ernst Kuzorra und sein Schwager Fritz Szepan hatten dort vor dem Zweiten Weltkrieg einen Tabakladen, der später zur Kurt-Schumacher-Straße umsiedelte und von Stan Libuda übernommen wurde. Fritz Szepan führte später einen anderen Tabakladen am Schalker Markt, der jedoch unter der Adresse Kurt-Schumacher-Str. 91 lief und Berni Klodt hatte eine Kneipe unter der Hausnummer 7 am Schalker Markt. Im ehemaligen Tabakladen von Szepan ist seit den späten 1970er Jahren eine Moschee ansässig und in der ehemaligen Kneipe, die zunächst die Familie Spielhoff übernahm, ist mittlerweile eine Spielhalle eingezogen.
Die Gaststätte Haus Thiemeyer am Schalker Markt war lange die Geschäftsstelle des Vereins. Diese befand sich auf der Ecke der ehemaligen Kaiserhalle, gegenüber dem späteren Tabakladen von Szepan und der Kneipe von Klodt. Die komplette Kaiserhalle inkl. Haus Thiemeyer fiel dem Bombenkrieg zum Opfer. Das Schalker Vereinsheim zog nach dem Krieg um auf die Kurt-Schumacher-Straße, direkt am Hauseingang der Kampfbahn Glückauf und ist dort bis heute beheimatet. Bis heute treffen sich im "Bosch" viele Fans vor den Heimspielen. 
Als Erinnerungsort ist der Schalker Markt eine Station auf der Fußballroute NRW.